# Cazadores de hombres
Cazadores de hombres va ser una sèrie de televisió emesa en Antena 3, i estrenada el dimarts 7 d'octubre de 2008, amb baixos registres d'audiència, que van anar empitjorant durant el transcurs de la sèrie.
Narra el treball d'una unitat policial d'elit especialitzada en la localització i captura de fugitius especialment perillosos.
Malgrat els seus discrets resultats d'audiència, la sèrie va collir molt bones crítiques i la cadena va decidir mantenir-la en emissió fins a finalitzar la primera, i única temporada rodada.

## Repartiment

### Principals
- Emma Suárez - Ana Leal, inspectora de policia
- Alejo Sauras - El Tila, confident policial
- José Manuel Cervino - Abel Porto, comissari
- Pere Arquillué - Santos Corbalán, inspector de policia
- Judith Diakhate - Julia Pérez-Prado, psicòloga
- Iñaki Font - Erik Balmes, agent de policia

### Amb la col·laboració especial de
- Emilio Buale com Joseph Okelo (ep. 1)
- Jorge Sanz com Salvador Moreno (ep. 2)
- Lucía Jiménez com Elena Ocaña (ep. 3)
- Ben Temple com Serguei Yakutov (ep. 1, 2, 3, 4, 5, 6 y 8)
- Zutoia Alarcia com Victoria Olea (ep. 1 a 8)
- Luis Callejo com Ignacio Mendoza (ep. 1, 5 y 8)
- Jorge Bosch com Mario Hevia (ep. 5)
- Nieve de Medina com Rosa (ep. 5)
- Francesc Garrido com Pedro (ep. 5)
- Olegar Fedoro com Vladimir Esaulov (ep. 5, 6)
- Mercedes Sampietro com Olga Requena (ep. 8)
- Manuel Tejada com Manuel Leal (ep. 8)

## Episodis i audiències
| Temporada | Temporada | Episodis | Estrena             | Final                  | Audiència mitjana | Audiència mitjana | Audiència mitjana |
| Temporada | Temporada | Episodis | Estrena             | Final                  | Espectadors       | Quota             |                   |
| --------- | --------- | -------- | ------------------- | ---------------------- | ----------------- | ----------------- | ----------------- |
|           | 1         | 8        | 7 d'octubre de 2008 | 25 de novembre de 2008 | 1 597 000         | 10,0%             |                   |

| Capítol           | Nom                        | Data d'emissió                 | Audiència | Share |
| ----------------- | -------------------------- | ------------------------------ | --------- | ----- |
| PRIMERA TEMPORADA |                            |                                |           |       |
| 01                | Operación Luna africana    | Dimarts 7 d'octubre de 2008    | 2.017.000 | 11,4% |
| 02                | Operación Nido             | Dimarts 14 d'octubre de 2008   | 1.900.000 | 10,5% |
| 03                | Operación San Valentín     | Dimarts 21 d'octubre de 2008   | 1.138.000 | 9,0%  |
| 04                | Operación Ojos Cerrados    | Dimarts 28 d'octubre de 2008   | 1.858.000 | 10,5% |
| 05                | Operación Ojos Cerrados II | Dimarts 4 de novembre de 2008  | 1.554.000 | 11,0% |
| 06                | Operación Tango            | Dimarts 11 de novembre de 2008 | 1.519.000 | 8,5%  |
| 07                | Operación Mala hierba      | Dimarts 18 de novembre de 2008 | 1.676.000 | 8,8%  |
| 08                | Operación Yakutov          | Dimarts 25 de novembre de 2008 | 1.112.000 | 10,4% |